# Raja Amari
Raja Amari es una directora de cine y guionista tunecina. Es conocida por sus películas Satin Rouge (2002) y Dowaha  (2009), ganadoras de premios y reconocimientos internacionales.

## Biografía
Nacida en Túnez, Amari se formó en danza en el Conservatorio de Túnez, ganando el primer premio de danza en 1992. Luego estudió italiano en la Società Dante D'Alighieri y literatura francesa en la Universidad de Túnez. Durante dos años escribió para Cinécrits, una revista de cine editada por la "Asociación Tunecina por la promoción de la crítica cinematográfica". En 1995, asistió al La Fémis (L'Institut de Formation et d'Enseignement pour les Metiers de l'Image et du Son) en París para estudiar escritura de guiones. Al graduarse en 1998, comenzó a trabajar en su portafolio de películas. Su película Satin Rouge se proyectó en la Berlinale 2002, mientras que Buried Secrets fue una selección oficial en el Festival Internacional de Cine de Venecia 2009. 

## Carrera
Se ha dicho que tiene un estilo "transvergente" en su trabajo. Stacey Weber-Fève, argumentó que el estilo de Amari significa que su trabajo trasciende el cine nacional y tiene la capacidad de conectarse con una "identidad nacional" dependiendo del contexto dado y la temporalidad de sus películas. Will Higbee menciona la idea de la realización cinematográfica "transvergente" como un cine que "considera que el intercambio entre lo global y lo local no tiene lugar dentro de un 'marco global' abstracto o indefinido". Más bien, "las diferencias y los desequilibrios de poder" entre y dentro de las industrias cinematográficas tienden a moldear el cine.
Cuando se le preguntó acerca de sus influencias, Amari respondió en una entrevista con Indiewire que incluyen a François Ozone y Arnaud Desplechin.
 
"Siempre he querido hacer una película que gira en torno a la danza del vientre. Me formé durante muchos años como bailarina de danza del vientre en el Conservatorio de Túnez [Instituto Académico de Danza de Túnez]. También crecí viendo musicales de la época dorada del cine egipcio de los años 40 y 50 que aún se transmiten en la televisión hoy. Mi madre y yo amamos a la conocida bailarina del vientre Samia Gamal y al cantante Farid al-Atrash". -Raja Amari, Entrevista con Bouziane Daoudi en Zeitgeist Films 

### Red Satin(2002)
Satin Rouge sigue a una viuda y madre tunecina Lilia, (Hiam Abbass) mientras se transforma radicalmente de ama de casa a bailarina de cabaret. Su transformación comienza cuando sospecha de su hija adolescente, Selma (Hend el Fahem), por tener una relación secreta con Chokri (Maher Kamoun), un baterista de darbouka en la clase de baile de Selma. Para saber más, Lilia decide seguir a Chokri. Después de superar su conmoción inicial, Lilia se siente atraída por los bailarines y la música. Después de entablar amistad con la bailarina principal, Folla (Monia Hichri), está convencida de empezar a bailar en el cabaret. 
Aunque al comienzo de la película se la ve como una mujer triste, aburrida y sumisa que rara vez abandona las comodidades del hogar, al finalizar es una figura matriarcal dominante.
 
"Normalmente, en las películas árabes y tunecinas hay una mujer que está en conflicto con la sociedad y luchará contra ella. No quería Eso. Ese no era mi tema. Lilia, el personaje interpretado por Haim Abbass, en realidad encuentra su libertad en el contexto de lo que yo llamo hipocresía social. Está involucrada en una sociedad que es hipócrita en el sentido de que hay dos mundos ahí fuera: el mundo de la noche y el mundo del día. Lo que haces, lo que realmente haces, no lo muestras. Ella encuentra un compromiso en el sentido de que la sociedad es así. Simplemente se adapta a la sociedad. Hace lo que quiere, pero no se lo muestra al mundo." -Raja Amari, ' 'Indiewire' ', 20 de agosto de 2002 
Se ha argumentado que el trabajo de Amari, en particular Red Satin, ha abierto nuevas vías y oportunidades para la representación de las mujeres tunecinas en el cine y la sociedad. La autora Stacey Weber-Fève afirma que la interpretación de Amari de la protagonista, Lilia, realizando tareas domésticas en las primeras escenas de la película, “captura concretamente la posibilidad de (re) apropiarse de la representación femenina en el cine norteafricano contemporáneo”. Ella también afirma que Amari, “suscita nuevos debates que abordan las interpretaciones de los roles tradicionales de las mujeres y el deseo de autoexpresión en la sociedad tunecina contemporánea al involucrar de una manera multinivel las implicaciones ideológicas de esta construcción social tradicional del ama de casa y su comportamiento.”

### Printemps Tunisien / Tunisian Spring(2014)
En la reseña de Melissa Thackway y Olivier Bartlet del FESPACO) 2015: Después de la transición, ¿qué sigue? ", comentan que la película de Amari sobre la Primavera tunecina fue la única que se destacó entre su sección del festival. Señalaron que  era "un drama televisivo de calidad sobre la respuesta divergente de un grupo de jóvenes músicos a la turbulencia de la Primavera Árabe".

## Filmografía
- Le Bouquet / El ramo, 1995
- Avril / Abril, 1998
- Un soir de juillet / Una noche de julio, 2000
- al-Sitar al-ahmar / Satin Rouge / Red Satin, 2002
- Seekers of Oblivion, [DOC] 2004
- Dowaha / Les secrets / Secrets, 2009
- Tunisian Spring, 2014
- Foreign Body, 2016[9][10]

## Premios y nominaciones
| Año  | Premio                                                                                | Película                                | Resultado | Referencia |
| ---- | ------------------------------------------------------------------------------------- | --------------------------------------- | --------- | ---------- |
| 1998 | Premio especial del jurado en el Festival de Cine de Milán                            | Avril / abril                           | Ganadora  | [ 3 ]      |
| 1998 | Premio especial del jurado en el Festival de cortometrajes de Túnez                   | Avril / abril                           | Ganadora  |            |
| 1998 | Premio a la mejor fotografía en el Festival Internacional de Cortometrajes, Grecia    | Avril / abril                           | Ganadora  |            |
| 1998 | Prix de la Qualité en el Centre national du cinéma et de l'image animée (CNC)         | Avril / abril                           | Ganadora  | [ 1 ]      |
| 2001 | Primer premio en el Festival de Milán                                                 | Un soir de juillet / Una noche de julio | Ganadora  |            |
| 2001 | Golden Dhow (Mejor cortometraje) en el Festival de Cine de Zanzíbar                   | Un soir de juillet / Una noche de julio | Ganadora  |            |
| 2002 | Premio al nuevo director en el Festival Internacional de Cine de Seattle              | Satin rouge/Red satin                   | Ganadora  | [ 6 ]      |
| 2002 | Premio a la Mejor Película Africana del Festival Internacional de Cine de Montreal    | Satin rouge/Red satin                   | Ganadora  | [ 11 ]     |
| 2002 | Premio del público Festival Internacional de Cine de Maine                            | Satin rouge/Red satin                   | Ganadora  |            |
| 2002 | Premio al Mejor Largometraje en el Festival de Cine de Turín                          | Satin rouge/Red satin                   | Ganadora  | [ 12 ]     |
| 2002 | Mención especial para William Holden Screenplay Award en el Festival de Cine de Turín | Satin rouge/Red satin                   | Ganadora  |            |